# Pyramid Song
"Pyramid Song" är en låt av det brittiska bandet Radiohead, utgiven på albumet Amnesiac 2001. Den släpptes som singel i Japan den 16 maj 2001, och i Storbritannien den 21 maj samma år.

## Låtlista
CD1 (Storbritannien) (CDSFHEIT 45102)
1. "Pyramid Song" – 4:51
2. "The Amazing Sounds of Orgy" – 3:38
3. "Trans-Atlantic Drawl" – 3:02

CD2 (Storbritannien) (CDFHEIT 45102)
1. "Pyramid Song" – 4:51
2. "Fast-Track" – 3:17
3. "Kinetic" – 4:06

12" (Storbritannien) (12FHEIT 45102)
1. "Pyramid Song" – 4:51
2. "Fast-Track" – 3:17
3. "The Amazing Sounds of Orgy" – 3:38

CD (Europa) (7243 8 79357 2 3)
1. "Pyramid Song" – 4:51
2. "The Amazing Sounds of Orgy" – 3:38
3. "Trans-Atlantic Drawl" – 3:02
4. "Kinetic" – 4:06

CD (Japan) (TOCP-61053)
1. "Pyramid Song" – 4:51
2. "Fast-Track" – 3:19
3. "The Amazing Sounds of Orgy" – 3:38
4. "Trans-Atlantic Drawl" – 3:03
5. "Kinetic" – 4:05

## Medverkande
- Thom Yorke - sång, piano, elbas
- Colin Greenwood - kontrabas
- Jonny Greenwood - ondes Martenot
- Ed O'Brien - gitarr, bakgrundssång
- Philip Selway - trummor
- The Orchestra Of St John's - stråkar